# Gerovo Tounjsko
Gerovo Tounjsko is een plaats in de gemeente Tounj in de Kroatische provincie Karlovac. De plaats telt 71 inwoners (2001).